# ان‌جی‌سی ۲۸۱
NGC 281 یک سحابی نشری در صورت فلکی ذات‌الکرسی است.

## نگارخانه

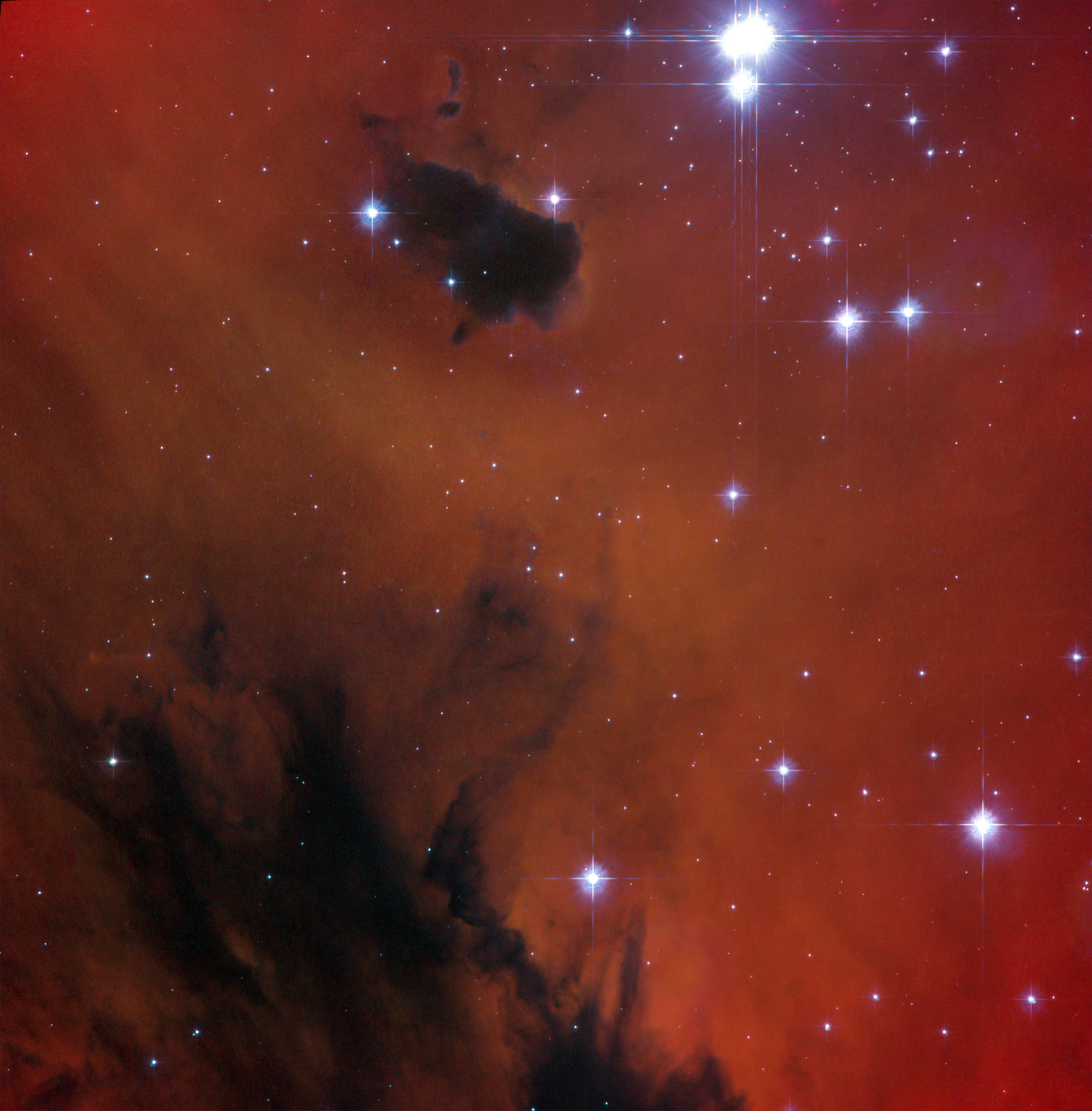
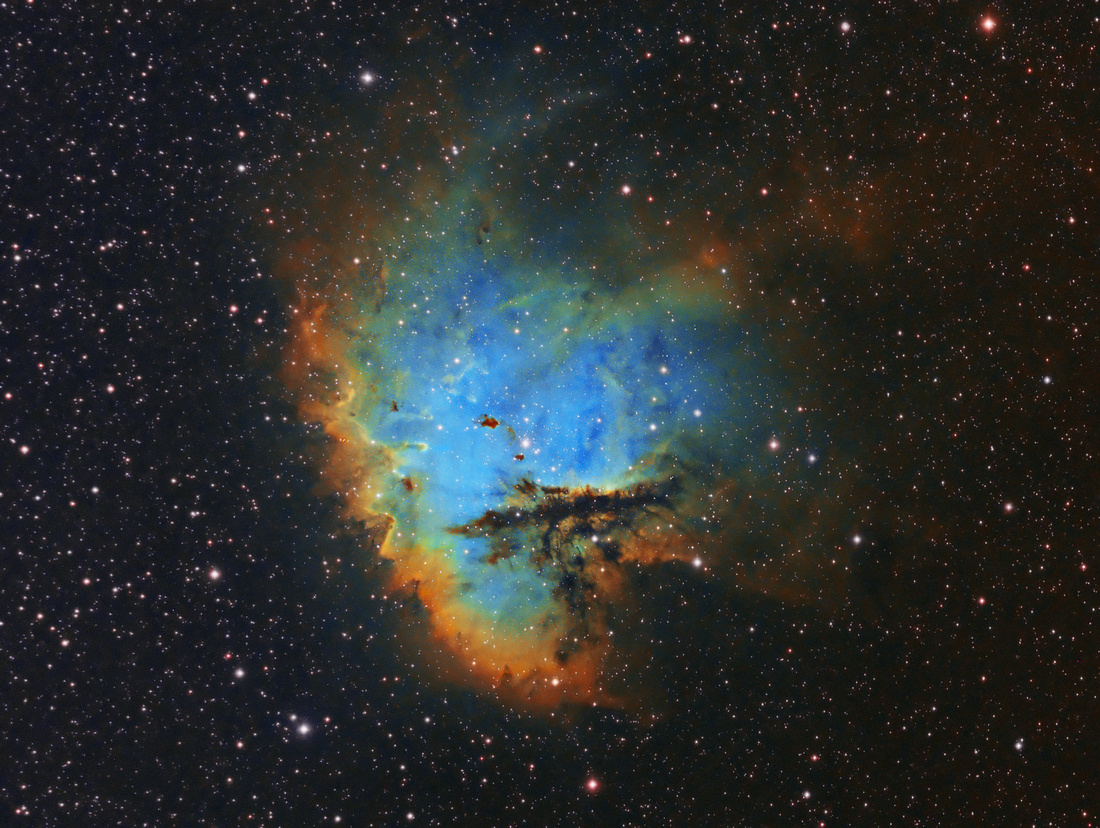
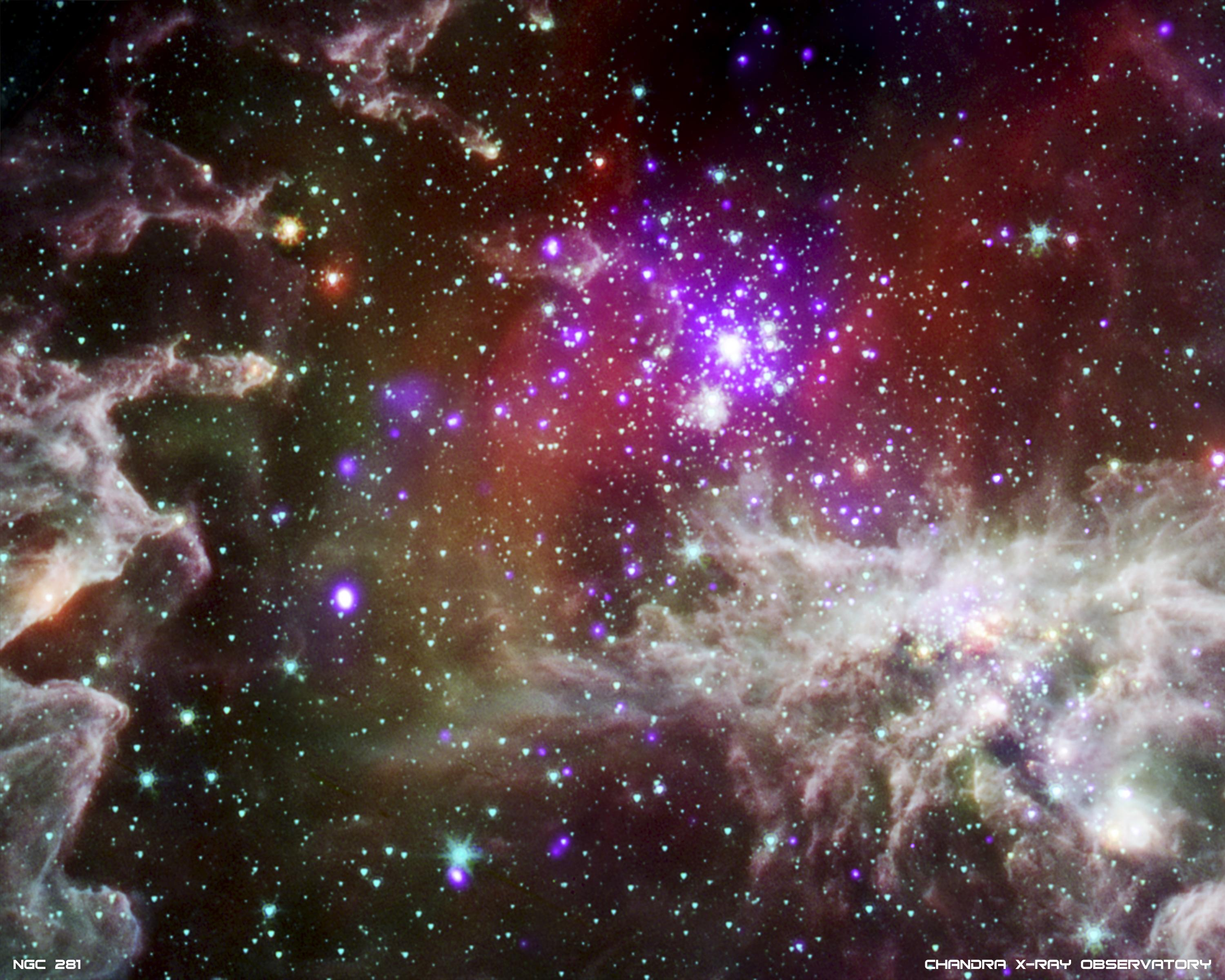